# Буяли-Ґневоше
Буяли-Ґневоше (пол. Bujały-Gniewosze) — село в Польщі, у гміні Яблонна-Ляцька Соколовського повіту Мазовецького воєводства.
Населення — 235 осіб (2011).
У 1975-1998 роках село належало до Седлецького воєводства.

## Демографія
Демографічна структура станом на 31 березня 2011 року:
|          | Загалом | Допрацездатний вік | Працездатний вік | Постпрацездатний вік |
| -------- | ------- | ------------------ | ---------------- | -------------------- |
| Чоловіки | 117     | 27                 | 70               | 20                   |
| Жінки    | 118     | 20                 | 70               | 28                   |
| Разом    | 235     | 47                 | 140              | 48                   |